# Callie Khouri
Callie Khouri, nome completo Carolyn Ann Khouri (San Antonio, 27 novembre 1957), è una sceneggiatrice e regista statunitense.
Ha vinto l'Oscar alla migliore sceneggiatura originale ed il Golden Globe per la migliore sceneggiatura nel 1992 per il film Thelma & Louise.
Nel 2012 crea per l'ABC la serie televisiva Nashville.

## Filmografia

### Sceneggiatrice

#### Cinema
- Thelma & Louise, regia di Ridley Scott (1991)
- Qualcosa di cui... sparlare (Something to Talk About), regia di Lasse Hallström (1995)
- I sublimi segreti delle Ya-Ya sisters (Divine Secrets of the Ya-Ya Sisterhood), regia di Callie Khouri (2002)
- Respect, regia di Liesl Tommy (2021)

#### Televisione
- Hollis & Rae – film TV (2006)
- Nashville – serie TV (2012-2018)

### Regista
- I sublimi segreti delle Ya-Ya sisters (Divine Secrets of the Ya-Ya Sisterhood) (2002)
- Hollis & Rae – film TV (2006)
- 3 donne al verde (Mad Money) (2008)